# Josep Cebrià
Josep Cebrian i Moreno, conegut artísticament com a Josep Cebrià (Vila de Gràcia, 10 d'abril de 1914- Pineda de Mar, 14 d'abril de 2002), fou un artista català.

## Biografia
De ben jove destacà en el dibuix i ja als tretze anys entrà a treballar a l'estudi d'un oncle dibuixant de litografies. Va fer dos cursos de dibuix a Llotja que va deixar per acompanyar el seu pare a l'Argentina, on passà una curta estada treballant en el dibuix d'Arts Gràfiques sobre pedra, planxa i paper.
De tornada a Barcelona, l'any 1930, continuà amb aquesta activitat seguint estudis nocturns a l'Escola del Treball. Als dinou anys s'establí pel seu compte especialitzant-se en la reproducció sobre planxa de cartells de cinema. A l'iniciar-se la guerra s'incorporà a la columna Macià-Companys. El 1937 ingressà a l'Escola de Transmissions de la Generalitat i posteriorment fou responsable d'una estació telegràfica, però, un cop finalitzada la guerra i en tornar a Barcelona va ser detingut, processat, declarat culpable i condemnat a nou mesos de presó.
Des de la postguerra es dedicà al dibuix comercial i a les arts gràfiques, experimentant en serigrafia i estampat, pintura a l'oli, aquarel·la, cartellisme al guaix i pintura acrílica. Artísticament es va especialitzar en pintura i dibuix a llapis i ploma de molta precisió. En aquesta línia va començar la seva col·lecció de dibuixos sobre personatges i símbols culturals i polítics de Catalunya, de la qual es feren exposicions a Barcelona, Ulldecona, Tortosa, la Sénia, l'Atmella, Amposta, Masnou, Gràcia (Barcelona) i Martorell.
Col·laborà en la campanya de normalització lingüística de la Generalitat de Catalunya amb la realització de cartells. També va publicar retallables sobre la història i tradicions de Catalunya i els llibres "Da raïamu", "Imatges Gracienques" i "Josep Vidal i Granés fundador de les colles de Sant Medir", i reculls de prosa sobre la vida i costums sota els títols "Els safareigs", "De Catalunya a Lesseps" i "Retalls de Gràcia": Va guanyar el Premi Lliri dels XIIens Jocs Florals de la Vila de Gràcia i la Medalla de Gràcia de l'Ajuntament de Barcelona l'any 1993. Josep Cebrian morí als 88 anys a Pineda de Mar el 14 d'abril de 2002.

## Fons personal
El seu fons personal es conserva a l'Arxiu Nacional de Catalunya. El fons està integrat per dibuixos començats a realitzar a partir de 1976 sobre personatges i símbols de Catalunya així com els cartells o dibuixos per a cartells que feu per a associacions partits polítics o campanyes de normalització lingüística així com les set carpetes que el mateix autor publicava i alguns fotolits.
Entre els cartells destaquen alguns polítics sobre Francesc Macià, la comissió pro homenatge del general Moragues, amnistia política, o per a Esquerra Republicana de Catalunya; cartells religiosos; cartells de normalització lingüística (vaixells, pastissos, verdures); cartells sobre història i tradicions; i altres de temàtica diversa.